# Juckeskammen
Juckeskammen är en bergstopp i Antarktis. Den ligger i Östantarktis. Norge gör anspråk på området. Toppen på Juckeskammen är 2 170 meter över havet, eller 558 meter över den omgivande terrängen. Bredden vid basen är 7,8 km.
Terrängen runt Juckeskammen är huvudsakligen kuperad, men västerut är den platt. Trakten är obefolkad. Det finns inga samhällen i närheten. 